# Wu Dingliang
Wu Dingliang (chinois : 吴定良), (1er janvier 1893 - 24 mars 1969), est un universitaire et un anthropologue chinois.